# Campeonato Mundial Femenino de Ajedrez 2025
El 45º Campeonato mundial femenino de ajedrez se desarrollará en abril de 2025 en las ciudades de Shanghái y Chongqing. Esta edición enfrentó a la campeona del mundo Ju Wenjun contra la retadora Tan Zhongyi, ganadora del Torneo de candidatas. Ju defendió nuevamente su título, convirtiéndose en la cuarta jugadora en obtener 5 campeonatos del mundo junto a Vera Menchik, Nona Gaprindashvili y Maia Chiburdanidze.

## Torneo de Candidatas
El Torneo de candidatas se desarrolló mediante un torneo de todos contra todos donde 8 jugadoras se enfrentaron para decidir a la retadora del título. Este se desarrolló en la ciudad de Toronto del 3 al 25 de abril de 2024 en paralelo con el torneo de candidatos absoluto.
| Jugadora               | Rating |
| ---------------------- | ------ |
| Lei Tingjie            | 2550   |
| Katerina Lagno         | 2542   |
| Aleksandra Goryachkina | 2553   |
| Nurgyul Salimova       | 2432   |
| Anna Muzychuk          | 2520   |
| Vaishali Rameshbabu    | 2475   |
| Tan Zhongyi            | 2521   |
| Humpy Koneru           | 2546   |

### Resultados
|   | Jugadora               | Rating | 1 | 2 | 3 | 4  | 5  | 6  | 7  | 8  | Pts. |
| - | ---------------------- | ------ | - | - | - | -- | -- | -- | -- | -- | ---- |
| 1 | Tan Zhongyi            | 2521   |   | 1 | 1 | 2  | 1  | 1½ | 1½ | 1  | 9    |
| 2 | Lei Tingjie            | 2550   | 1 |   | 1 | 1  | 1½ | 1  | 1  | 1  | 7½   |
| 3 | Humpy Koneru           | 2546   | 1 | 1 |   | 1½ | 1  | 1  | 1  | 1  | 7½   |
| 4 | Vaishali Rameshbabu    | 2475   | 0 | 1 | ½ |    | 1½ | 1  | 1½ | 2  | 7½   |
| 5 | Aleksandra Goryachkina | 2553   | 1 | ½ | 1 | ½  |    | 1  | 1½ | 1½ | 7    |
| 6 | Katerina Lagno         | 2542   | ½ | 1 | 1 | 1  | 1  |    | 1  | 1  | 6½   |
| 7 | Anna Muzychuk          | 2520   | ½ | 1 | 1 | ½  | ½  | 1  |    | 1  | 5½   |
| 8 | Nurgyul Salimova       | 2432   | 1 | 1 | 1 | 0  | ½  | 1  | 1  |    | 5½   |

## Final
El Campeonato del mundo se disputará mediante un encuentro a 12 partidas donde la primera jugadora en obtener 6½ puntos sería consagrada campeona. En caso de empate 6 a 6, se procedería a jugar 4 partidas rápidas a modo de desempate.
|             | Rtg. | 1 | 2 | 3 | 4 | 5 | 6 | 7 | 8 | 9 | 10 | 11 | 12 | Total |
| ----------- | ---- | - | - | - | - | - | - | - | - | - | -- | -- | -- | ----- |
| Ju Wenjun   | 2561 | ½ | 0 | 1 | ½ | 1 | 1 | 1 | 1 | ½ |    |    |    | 6½    |
| Tan Zhongyi | 2555 | ½ | 1 | 0 | ½ | 0 | 0 | 0 | 0 | ½ |    |    |    | 2½    |